# Bassens
Bassens é uma comuna francesa na região administrativa da Nova Aquitânia, no departamento da Gironda. Estende-se por uma área de 10,27 km². Em 2010 a comuna tinha 7 464 habitantes (densidade: 726,8 hab./km²).